# Klieken
Klieken is een plaats en voormalige gemeente in de Duitse deelstaat Saksen-Anhalt, en maakt deel uit van de Landkreis Wittenberg.
Klieken telt 1.113 inwoners.